# Zaza Ceballos
María Ignacia Ceballos González-Llanos (Abeancos, Mellid, siglo xx),conocida como Zaza Ceballos, es una escritora, productora y directora de cine española, reconocida con la Medalla Emilia Pardo Bazán y la Medalla de Oro de Galicia.

## Trayectoria
Zaza Ceballos estudió Inglés y Literatura en los Estados Unidos de América, y Filología en la Universidad de Santiago de Compostela. En 1985 ingresó a Televisión de Galicia en el Departamento de Información y en la Oficina de Desarrollo de Relaciones Exteriores de la Corporación Radio y Televisión de Galicia, pasando a ocupar en 1987 diversos puestos de responsabilidad. Fue miembro de la comisión de expertos y expertas para la concesión de ayudas del Ministerio de Cultura y responsable de coproducciones nacionales e internacionales. En 1998 fundó Zenit Televisión, empresa donde pasó a ocupar el cargo de directora, así como de productora ejecutiva de varias películas, documentales y series de televisión, destacando entre estos trabajos los dedicados a Emilia Pardo Bazán, Concepción Arenal y Rosalía de Castro. Además de estas tareas, Ceballos es profesora de la Facultad de Ciencias Sociales y de la Comunicación de la Universidad de Vigo (campus  de Orense).
Zaza Ceballos fue reconocida en 2021 con la Medalla Emilia Pardo Bazány en 2024 con la Medalla de Oro de Galicia. El presidente de la Xunta de Galicia justificó tal decisión refiriéndose a la galardonada como una de las grandes pioneras del sector audiovisual, destacando su labor en la divulgación de figuras históricas femeninas gallegas desde la pequeña pantalla a través de su productora Zenit. Así mismo, en dicho reconocimiento el presidente destacó su trabajo incansable en la Academia Gallega Audiovisual, dando visibilidad y fortaleza al sector. 

## Obra
Zaza Ceballos participó en los siguientes trabajos: 
- 2020 - El último show. Serie de TV. 8 episoios. Produtora executiva
- 2019 - Elisa e Marcela. Filme cine. Produtora, podutora executiva
- 2018 - Contou Rosalía. Filme de TV. Produtora
- 2016-2017 - Fontealba Serie de TV 140. 140 episodios. Produtora executiva
- 2017 - Juana de Vega. Vizcondesa do Arado. Serie de TV. 2 episodios. Directora e produtora
- 2016 - El milagro de Ferrol. Documenta. Produtora executiva
- 2015 - El hechizo genético de los Austrias. Documental. Produtora executiva
- 2015 - La Xirgu. Filme de TV. Produtora executiva, coprodutora
- 2013-2014 - El Faro. Serie de TV. 117 episodios. Produtora executiva
- 2012 - Concepción Arenal, a visitadora de cárceres. Filme de TV. Produtora executiva, produtora
- 2011 - Emilia Pardo Bazán, a condesa rebelde. Filme de TV. Directora, produtora executiva
- 2009 - O bonito crime do carabineiro. Filme de TV. Produtora executiva, produtora
- 2009 - Gondar. Serie de TV. 23 episodios. Produtora executiva, idea orixinal
- 2009 - Quen sabe...? Produtora executiva, idea orixinal
- 2009 - Cuestión de probabilidades. Produtora executiva, idea orixinal
- 2009 - Cre en min, crei en ti. Produtora executiva, idea orixinal
- 2009 - Agora. Produtora executiva, idea orixinal
- 2099 - Cripto. Produtora executiva, idea orixinal
- 2006-2008 - Maridos e mulleres. Serie de TV. 26 episodios. Produtora executiva, idea orixinal
- 2008 - Saúde, diñeiro e amor. Produtora executiva, idea orixinal
- 2008 - Quen foi?. Produtora executiva, idea orixinal
- 2008 - Homes... quen os necesita? Produtora executiva, idea orixinal
- 2008 - Unha cea fría. Produtora executiva, idea orixinal
- 2008 - Por que todo me sae choco?. Serie de TV. 27 episodios. Produtora executiva, idea orixinal
- 2008 - Astano, a forxa dun soño. Documental. Produtora executiva, idea orixinal
- 2008 - La bella Otero. Miniserie de TV. 2 episodios. Produtora executiva, produtora
- 2007 - Quart: El hombre de Roma. Serie de TV. 5 episodios. Produtora executiva
- 2007 - Los hijos de Loki. Produtora executiva
- 2007 - El secreto de los Borgia. Produtora executiva
- 2007 - Profecías. Produtora executiva
- 2007 - Manada de lobos. Produtora executiva
- 2007 - El hombre de Roma. Produtora executiva
- 2007 - L'Alqueria Blanca. Serie de TV. Produtora executiva
- 2007 - Música secreta. Filme de TV. Produtora asociada, coprodutora
- 2007 - Valderrei. Serie de TV.  4 episodios. Produtora executiva
- 2006 - Matrimonis i patrimonis. Serie de TV. Produtora executiva, produtora
- 2004 - Romasanta.A caza da besta. Filme. Produtora asociada
- 2004 - Cota roja. Filme de TV. Produtora executiva, produtora
- 2003 - La costa herida. Filme de TV documental. Creaora, produtora executiva, produtora
- 2003 - Cala reial. Filme de TV. Produtora executiva, produtora
- 2000 - Rías Baixas. Serie de TV Produtora exexutiva

## Premios
- 2021 Medalla Emilia Pardo Bazán por su labor enfocada al reconocimiento de la mujer. [7] [8]
- Premio Cultura Gallega de Creación Audiovisual 2021.  [9]